# Нюквист, Герд
Герд Нюквист (норв. Gerd Nyquist; 1913—1984) — норвежская писательница, известная, прежде всего, своими детективными романами. Писала также недетективные произведения, в том числе пьесы, рассказы для детей. Была редактором нескольких детективных антологий.
Первый детектив, написанный Нюквист, — «Покойный просил цветов не приносить» (1960). Некоторые из романов Нюквист написаны в духе романов Агаты Кристи.
Нюквист была первым (с 1972 по 1977) председателем писательского клуба «Ривертон», названного в честь известного  норвежского писателя-детективиста Стейна Ривертона; в 1978 Герд получила почётный приз клуба «Ривертон».
Наиболее известный в России роман Нюквист — «Травой ничто не скрыто» (1966), первый из романов Герд, переведённых на русский язык. Произведение отличается высокой культурой письма и интеллектуальным уровнем. В романе немало литературных реминисценций (изменённая строка из стихотворения Карла Сэндберга на надгробии; декламация преступницей монолога шекспировской Джульетты — немаловажную роль в детективе играют первые, очень редкие издания произведений Шекспира; и др.). Несмотря на то, что действие происходит в типичной для многих детективных романов «готической» обстановке, манера повествования необычна, как необычно и изображение основных персонажей. Роман обладает также нетипичной концовкой — убийце удаётся избежать правосудия из-за отсутствия прямых улик.

## Книги, переведённые на русский язык
- Мастера детектива, книга 4. С. 289—461. — М.: «Правда», 1991.
- Герд Нюквист. Травой ничто не скрыто. — М.: Независимая газета, 2002. — 320 с.
- Герд Нюквист. Покойный просил цветов не приносить. — М.: Флюид/FreeFly, 2004.